# Blériot 165
Die Blériot 165 und die Blériot 175 (kurz Bl-165 und Bl-175) waren zweimotorige, als Doppeldecker ausgelegte Verkehrsflugzeuge des französischen Herstellers Blériot Aéronautique aus den 1920er-Jahren. Von den Maschinen wurde jeweils nur ein Exemplar gebaut. Die Bl-175 wurde später in eine Bl-165 umgewandelt. Eine nicht realisierte militärische Variante war die Blériot 123.

## Geschichte und Konstruktion
Die Blériot 165 und ihr Schwestermodell sollten die Nachfolge der veralteten Farman Goliath antreten. Dabei griffen die Konstrukteure auf die Pläne der viermotorigen Blériot 115 zurück. Der Erstflug fand am 27. Oktober 1926 statt.
Die beiden Piloten saßen nebeneinander in einem offenen Cockpit. In der dahinter befindlichen Kabine konnten bis zu 16 Fluggäste untergebracht werden. Der Rumpf besaß einen rechteckigen Querschnitt.
Als Antrieb der Bl-165 dienten zwei von Gnôme et Rhône in Lizenz gefertigte Bristol Jupiter-Sternmotoren, die zwischen den Tragflächen des Doppeldeckers angeordnet waren. Die speziell für Nachtflüge konzipierte Bl-175 war ursprünglich mit Renault 12-Reihenmotoren ausgestattet und erhielt nach ihrer Umrüstung auf Jupiter-Triebwerke ebenfalls die Bezeichnung Bl-165.

## Nutzung
Beide Maschinen kamen in den Besitz der Fluggesellschaft Air Union. Die auf die Namen Léonard de Vinci und Octave Chanute getauften Maschinen bedienten die Strecke von Paris nach London. Im Wettbewerb mit der Lioré-et-Olivier LeO 21 erwiesen sie sich als unterlegen, daher verzichtete die Fluggesellschaft auf die Beschaffung weiterer Exemplare.
Der Bau einer weiteren Bl-175, die der Luftfahrtpionier Paul Codos für einen Langstreckenflug von Paris nach Tokio nutzen wollte, kam nicht zustande. Ebenfalls scheiterten Pläne, das Flugzeug zu einem Blériot 123 genannten Bomber weiterzuentwickeln.

## Technische Daten

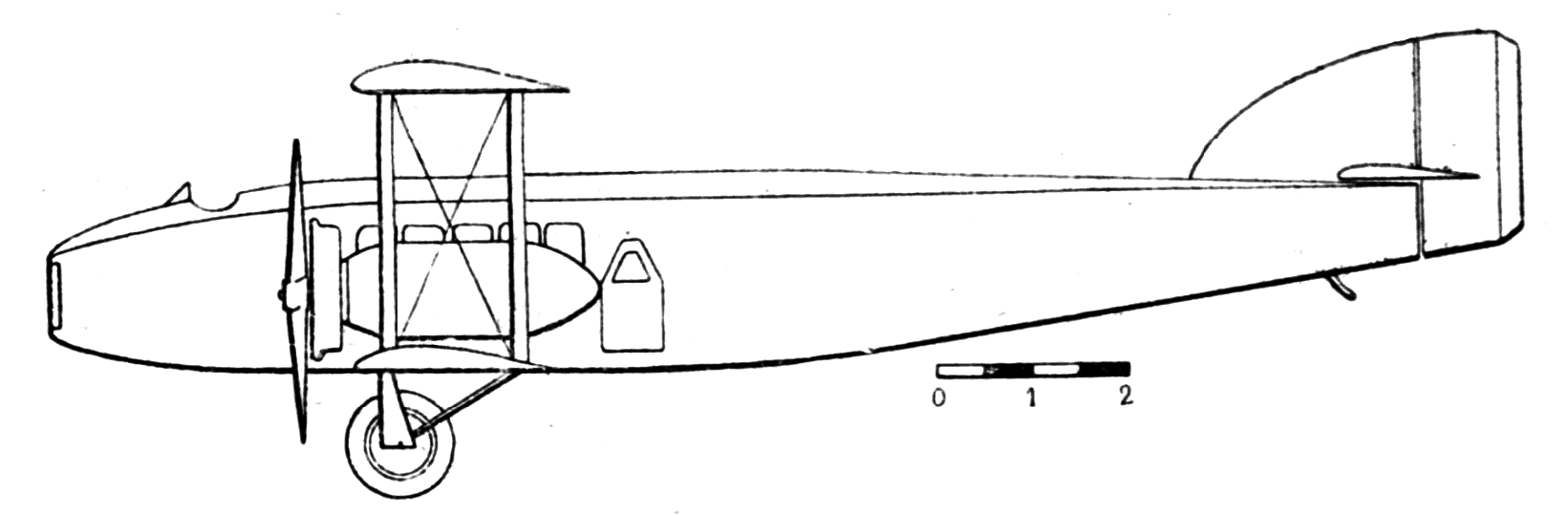
Seitenansicht der Blériot 165

| Kenngröße             | Daten                                                                                             |
| --------------------- | ------------------------------------------------------------------------------------------------- |
| Besatzung             | 2                                                                                                 |
| Passagiere            | 16                                                                                                |
| Länge                 | 14,75 m                                                                                           |
| Spannweite            | 23 m                                                                                              |
| Höhe                  | 4,85 m                                                                                            |
| Flügelfläche          | 119,1 m²                                                                                          |
| Leermasse             | 2919 kg                                                                                           |
| Startmasse            | 5600 kg                                                                                           |
| Höchstgeschwindigkeit | 185 km/h                                                                                          |
| Dienstgipfelhöhe      | 4000 m                                                                                            |
| Reichweite            | 525 km                                                                                            |
| Triebwerke            | zwei luftgekühlte Neunzylinder-Sternmotoren Gnôme et Rhône Jupiter 9A mit jeweils 213 kW (290 PS) |